# The 23rd Psalm (Lost)
The 23rd Psalm este un episod al serialului de televiziune Lost, sezonul 2.